# De La Gloria
De La Gloria es un cultivar de higuera de tipo higo común Ficus carica, bífera (con dos cosechas por temporada, brevas e higos de otoño), de higos de epidermis con color de fondo amarillo verdoso con sobre color rojo claro. Se cultiva en la colección de higueras de Montserrat Pons i Boscana en Llucmajor, Islas Baleares.

## Sinonimia
- „De La Roca“ en Inca,[4][6][7]
- „De La Glòria“ en Islas Baleares.

## Historia
Actualmente la cultiva en su colección de higueras baleares Montserrat Pons i Boscana, rescatada de un ejemplar o higuera madre localizada en el término de Inca, en la finca "son Bordils" propiedad de Joan Seguí, dedicada a monocultivo.
La variedad 'De La Gloria' es originaria de Inca donde es cultivada y conocida por el nombre de 'De La Roca' (que es una variedad totalmente distinta), así  Estelrich para diferenciarla le dio el nombre que tiene en la actualidad, en cuanto apreció sus cualidades, por su sabor exquisito.
La variedad 'De La Gloria' es digna de ser cultivada en cualquier higueral, pues es una variedad bífera que produce dos cosechas de buen rendimiento. La primera de brevas la madura a principios de agosto cuando todavía no hay higos de otras higueras maduros y la segunda cosecha de los higos los madura a mediados de octubre llegando a bien entrado noviembre cuando la higuera ya no tiene hojas y los higos están madurando, y a las otras variedades de higueras hace tiempo que se les pasó la época de cosecha.

## Características
La higuera 'De La Gloria' es una variedad bífera (dos cosechas, brevas e higos) de tipo higo común. Árbol de desarrollo mediano, vigorosidad entre media y alta, con copa redondeada y de ramaje esparcido. Sus hojas son de 3 lóbulos mayoritariamente y pocas de 1 lóbulo. Sus hojas con dientes presentes ondulados poco marcados, ángulo peciolar obtuso. 'De La Gloria' tiene desprendimiento muy poco de higos, y un rendimiento productivo alto y periodo de cosecha medio a prolongado por cada árbol. La yema apical cónica de color verde amarillento.
Los frutos 'De La Gloria' son brevas de un tamaño de:65 x 45 mm con forma ovoidal y de higos de un tamaño de longitud x anchura:42 x 45 mm, con forma urceolada, que presentan unos frutos medianos de unos 42 gramos en promedio en las brevas, de epidermis con consistencia fuerte, grosor de la piel grueso, con color de fondo amarillo verdoso con sobre color rojo claro. Ostiolo de 2 a 4 mm con escamas pequeñas rosadas. Pedúnculo de 3 a 5 mm cilíndrico verde oscuro. Grietas reticulares finas o longitudinales gruesas. Costillas muy marcadas. Con un ºBrix (grado de azúcar) de 28 de sabor muy dulce, con color de la pulpa rojo granate. Con cavidad interna mediana, con aquenios medianos y abundantes. Son de un inicio de maduración en las brevas sobre el 12 de agosto y en los higos sobre el 6 de octubre al 12 de noviembre. De rendimiento por árbol alto y periodo de cosecha de medio a prolongado.
Se usa como higos frescos en alimentación humana, y en fresco y en seco para ganado porcino y ovino. Son de buena resistencia a las lluvias y rocíos, y poco resistente al transporte. Medianamente resistentes a la apertura del ostiolo, y poco sensibles al desprendimiento.

## Cultivo
'De La Gloria', se utiliza higos frescos en humanos, y frescos y secos para el ganado. Se está tratando de recuperar de ejemplares cultivados en la colección de higueras baleares de Montserrat Pons i Boscana en Llucmajor.